# Banco Caja Social
Banco Caja Social es un banco colombiano, uno de los más antiguos y famosos dentro de Colombia, junto con Bancolombia y Banco de Bogotá. 
El banco hace parte de la Fundación Grupo Social, y la marca se ha fusionado con otras entidades financieras clásicas del país como Colmena o BCSC.

## Historia
Banco Caja Social nació con el advenimiento mismo de la obra del Padre Jesuita José María Campoamor, quien a su llegada a Colombia dedicó su vida a la redención de la clase obrera y por ello fundó el 1 de enero de 1911 el Círculo de Obreros junto con la Caja de Ahorros; esta última, una sección del Círculo que tenía como objetivo principal darle la oportunidad a la clase obrera de ahorrar.
El funcionamiento de la Caja estuvo a cargo de “Las Marías”, quienes desempeñaban las funciones contables y de caja dentro de la sección de ahorros. Este grupo de señoritas, en su mayoría de origen rural, eran de suma importancia para el Padre Campoamor.
El Círculo inició su expansión, y fue así como durante los 25 años siguientes se logró la inauguración de nuevas sedes de la Caja de Ahorros en diferentes lugares del país, entre ellos Facatativá (1929), Sogamoso (1932), Duitama (1933), Manizales (1941), Pamplona (1942), Málaga (1942), Cali (1943), Tunja (1945) y más tarde, Medellín y otras plazas.
Después del fallecimiento del Padre José María Campoamor en 1946, quien dejó en los colaboradores su legado, la Entidad entró en una etapa de modificaciones y cambios que la llevarían a ser una organización con gran impacto en el sector financiero, y sin importar los cambios radicales que se vivieron en el país, la Caja de Ahorros y el Círculo de Obreros se adaptaron a su entorno.
En 1972, la Caja de Ahorros cambió su razón social por la de Caja Social de Ahorros, siendo consecuente en su gestión con los principios que lo han acompañado desde su creación: La democratización del crédito y el fomento del ahorro en sectores populares, de estratos medios y bajos, que constituyen su mercado objetivo. Durante este período la Caja Social de Ahorros comenzó a experimentar un gran crecimiento y muy pronto el Grupo Social, como ahora se denominaba el Círculo de Obreros, contaba con una Entidad muy bien posicionada dentro del sector financiero. 
En 1984, el Grupo Social pasa a convertirse en la Fundación Social y hacia finales de 1991 la Caja Social de Ahorros recibe la autorización para su conversión en Banco, hecho que se ve cristalizado a mediados del año siguiente con el lanzamiento oficial de su Cuenta Corriente. En 1996 recibe el nombre de Banco Caja Social, renovando su compromiso con las personas naturales y las micro y pequeñas empresas del país.
En el año 2005, nace el BCSC como resultado de la fusión del Banco Caja Social con el Banco Colmena, cada uno con capacidades y fortalezas complementarias desarrolladas a lo largo de sus largos años en Colombia. Así se consolidó un Banco más sólido y competitivo en el mercado financiero colombiano, que trabajó por el desarrollo del país, al ofrecer servicios financieros a poblaciones que tradicionalmente no son atendidas por la oferta formal, bajo las marcas Colmena BCSC y Banco Caja Social BCSC.